# Conseil de Berri et Barmera
Le Conseil de Berri et Barmera (Berri and Barmera Council) est une zone d'administration locale située dans le Riverland, dans l'État d'Australie-Méridionale, en Australie. 
Il a été créé le 1er juillet 1996 par la fusion des anciens districts de Berri et Barmera.

## Localités
Les principales villes du district sont: Barmera, Berri, Cobdogla, Glossop, Loveday, Monash, Overland Corner, Winkie.